# Stem-Lokaal
Stem-Lokaal is een lokale politieke partij in de Zuid-Hollandse gemeente Albrandswaard.

## Geschiedenis
Stem-Lokaal is half maart 2017 ontstaan uit Ouderen Politiek Actief (OPA). De drie OPA-fractieleden konden het politiek gezien niet meer vinden met oprichter van de lokale OPA-afdeling Jan Backbier, en gingen verder onder de naam Stem-Lokaal. Op 23 maart werd de OPA-leden uitgelegd waarom de fractie was opgestapt, waarna het lokale OPA-bestuur ook overstapte naar de nieuwe partij. Korte tijd later zou Stem-Lokaal officieel worden opgericht. Het bestuur zou hierbij uit de ex-OPA-bestuurders bestaan.
De partij behield bij de verkiezingen van 2018 haar drie zetels, en ging deelnemen aan het college, samen met VVD, Leefbaar en CDA. In oktober 2021 sloot onafhankelijk raadslid Frans van Zaalen zich bij de partij aan, waardoor de partij uitkwam op vier zetels. Van Zaalen was tot 2020 raadslid voor ChristenUnie-SGP. Bij de verkiezingen van 2022 behaalde Stem-Lokaal wederom drie zetels, met iets meer stemmen dan in 2018. De partij kwam na de verkiezingen in de oppositie.

## Verkiezingen
De partij heeft bij verschillende verkiezingen de volgende zetelaantallen behaald:
| Jaar | Stemmen | %   | Zetels |
| ---- | ------- | --- | ------ |
| 2018 | 1.394   | 13% | 3 / 21 |
| 2022 | 1.452   | 15% | 3 / 21 |